# Барбіон жовтолобий
Барбіон жовтолобий (Pogoniulus chrysoconus) — вид дятлоподібних птахів родини лібійних (Lybiidae).

## Поширення
Вид поширений в Африці південніше Сахари. Мешкає у сухих відкритих лісах та савані.

## Опис
Дрібний птах, завдовжки до 11 см. Він пухкий, з короткою шиєю, великою головою та коротким хвостом. Верхні частини тіла чорного кольору з жовто-білими прожилками. Голова має чорно-білий малюнок з жовтою плямою на лобі. Нижня частина і боки лимонно-жовті.

## Спосіб життя
Барбіон жовтолобий поїдає комах і фрукти. Плоди омели (Tapinanthus) ковтає цілими. Клейке насіння відригує і залишає на сусідніх гілках, розповсюджуючи омелу. Гніздиться у дуплах. Відкладає 2-3 яйця.